# 柏迪遜球場
柏迪遜球場 (羅馬化：Stadion Partizana)是一個位於塞爾維亞貝爾格萊德的多功能田徑運動場，可容納人數為32,710人。它是游擊隊足球俱樂部的主場球場，亦曾短暫作為柏迪遜宿敵貝爾格萊德紅星的主場，後來他們搬至紅星球場。
曾用名JNA球場（Stadion JNA / Стадион ЈНА），JNA為南斯拉夫人民軍的縮寫。

## 历史
游击队球场的建设用地处于BSK体育场的遗址上，这是一个拥有25,000个座位的体育场，曾是南斯拉夫国家足球队和BSK贝尔格莱德的主场。第二次世界大战后，该球场在南斯拉夫人民军的帮助下开始建造，建造时间从1948年持续至1951年。该球场的第一场比赛是是1949年10月9日南斯拉夫对阵法国的比赛，最终以1–1结束，这场比赛是在球场在尚未完全完工的情况下进行的。1951年12月22日“南斯拉夫人民军日”当天，该球场正式开放。该球场从建成起至1989年期间由南斯拉夫人民军（JNA）管理，因此得名JNA球场。
1989年4月，游擊隊足球俱樂部从南斯拉夫人民军手中购买了该球场，从而成为该球场的所有者，球场名称也随之更改为游击队球场。在新的欧足联安全规定生效之前，游击队球场的容量为50,000人，包含15,924个座位、33,000个站立位及585个包厢座位。它于1998年进行了翻新，此后可容纳29,775人。2010年9月，游击队球场进行了局部重建以举办欧洲冠军联赛。根据欧足联体育场标准，东西看台的围栏从2.25米缩短到0.70米。足球场扩建了1平方米。安装了新的、现代化的球门柱，并在西看台的顶部建造了全新的媒体包厢。

## 图集

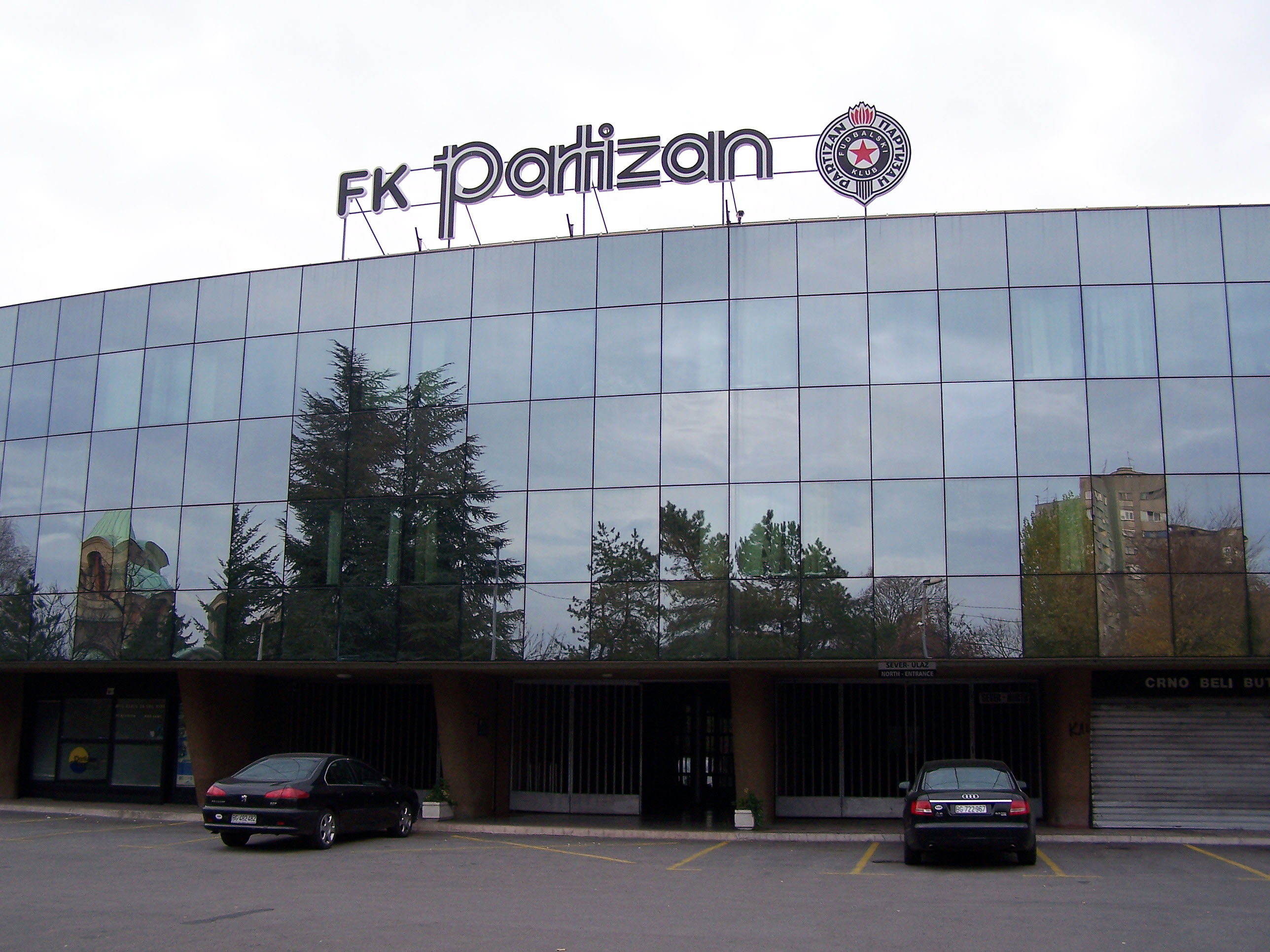
北看台前方
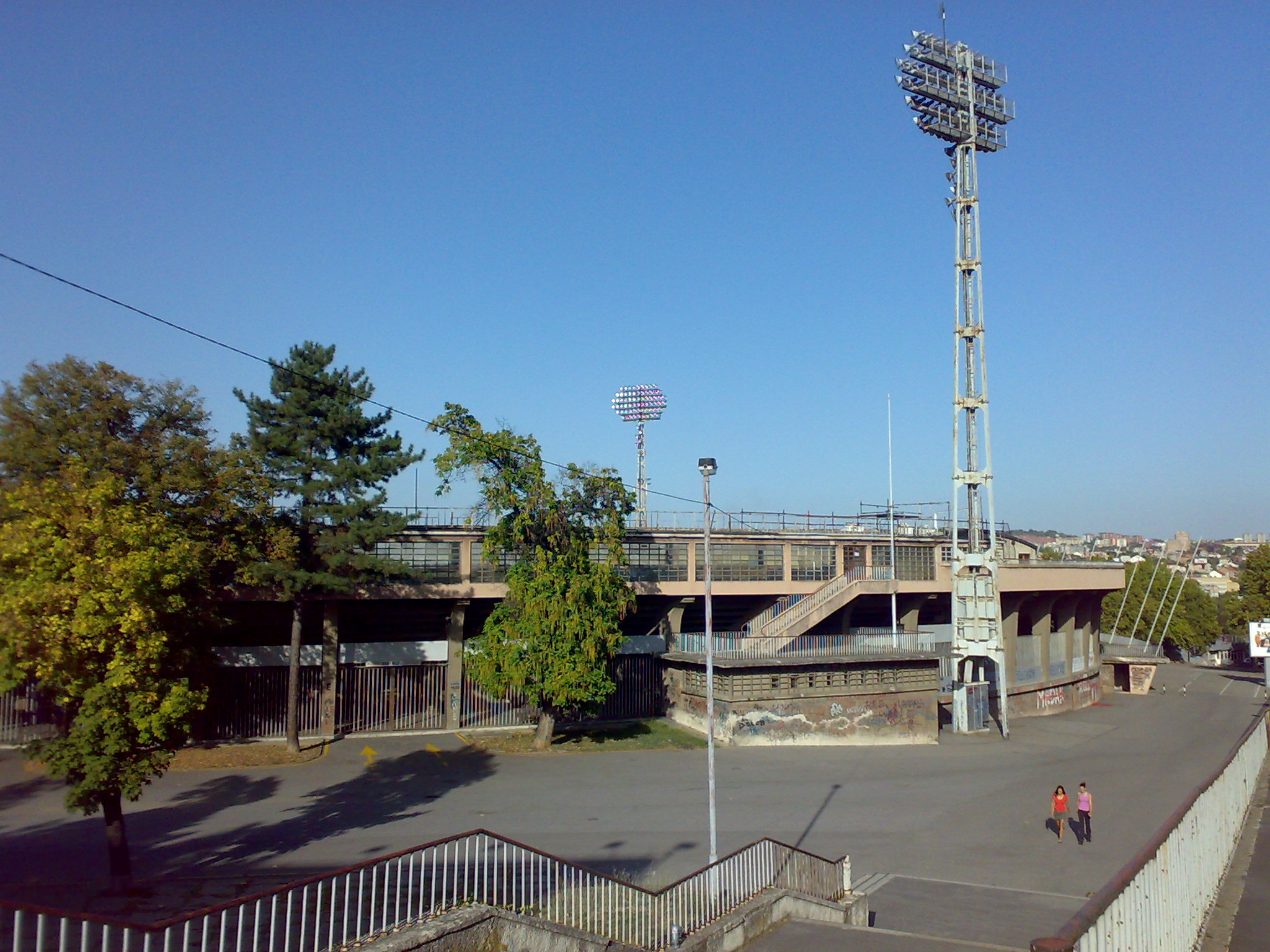
南看台前方
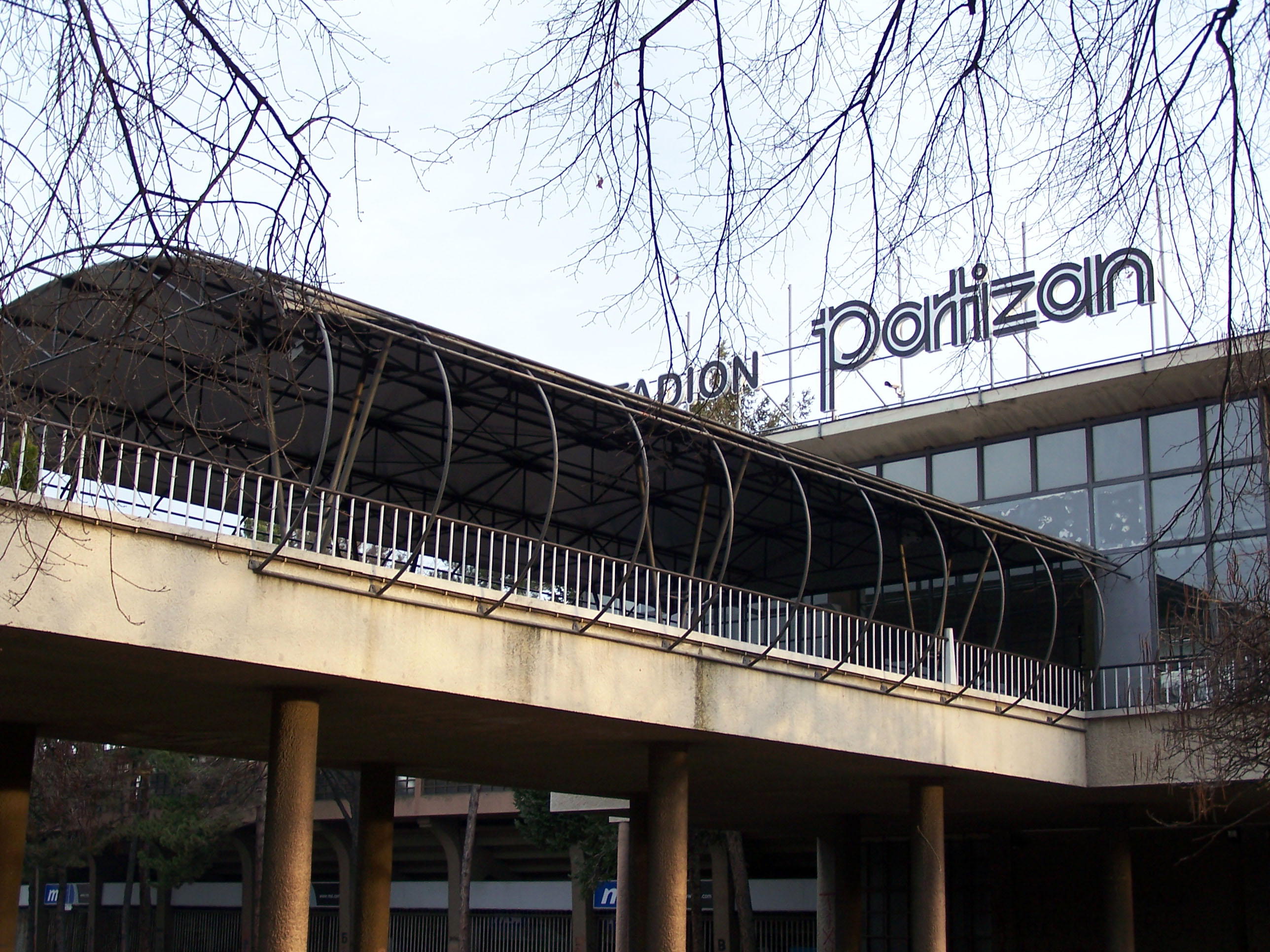
正门
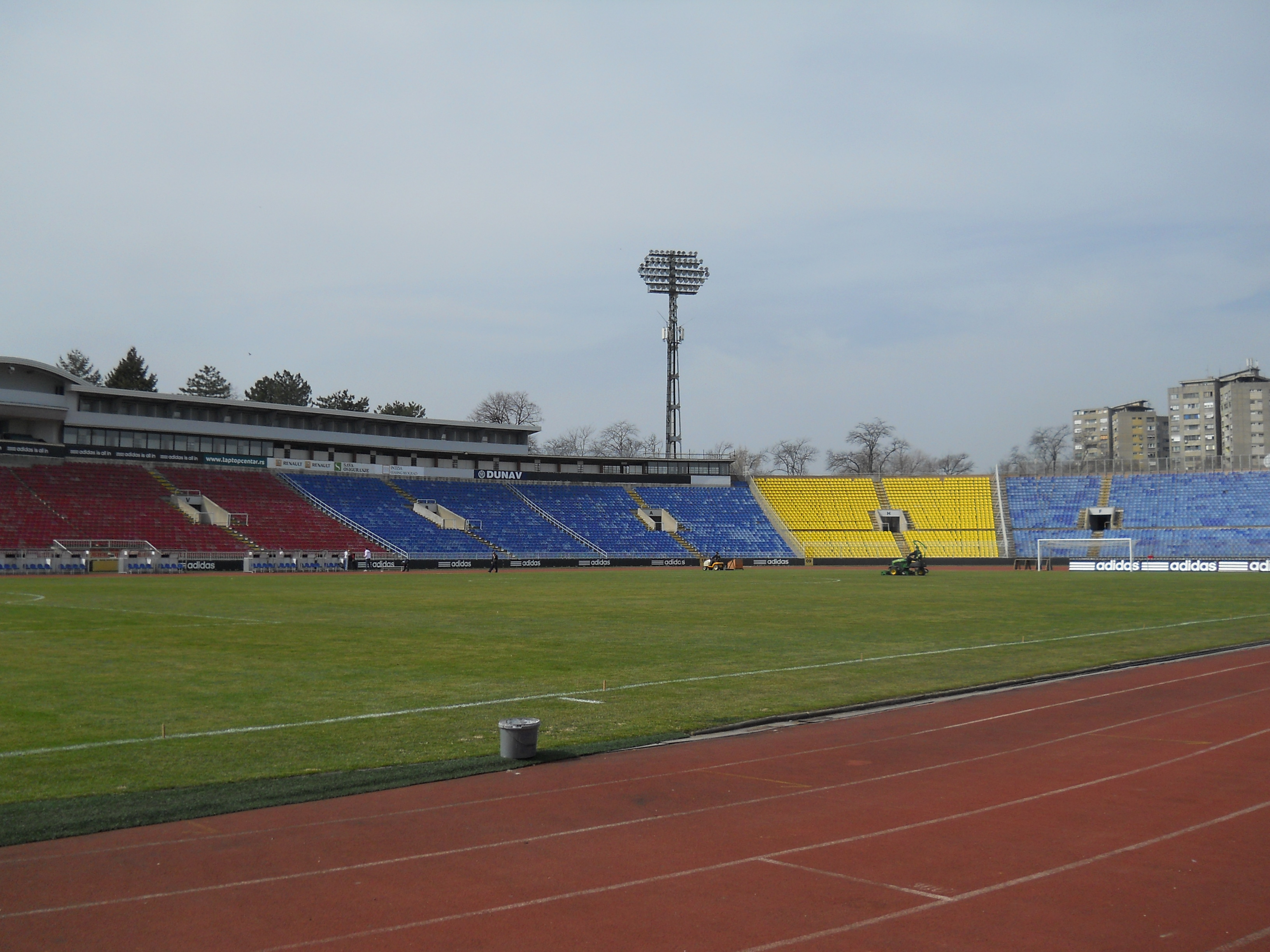
西看台和北看台
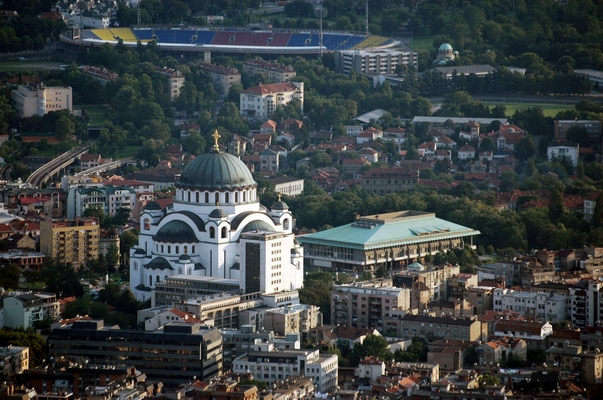
俯瞰圣萨瓦教堂与游击队球场